# Villuis
Villuis ist eine französische Gemeinde mit 263 Einwohnern (Stand 1. Januar 2022) im Département Seine-et-Marne der Region Île-de-France. Sie gehört zum Arrondissement Provins und zum Kanton Provins. Die Einwohner nennen sich Villuisiens.

## Geschichte
Der Ort wird im 11. Jahrhundert erstmals urkundlich überliefert. Er unterstand dem Erzbistum Sens.

## Bevölkerungsentwicklung
| Jahr      | 1962 | 1968 | 1975 | 1982 | 1990 | 1999 | 2007 | 2019 |
| Einwohner | 256  | 209  | 185  | 168  | 185  | 222  | 252  | 261  |

## Sehenswürdigkeiten
siehe: Liste der Monuments historiques in Villuis
- Kirche Saint-Martin, erbaut ab dem 12. Jahrhundert

## Weblinks

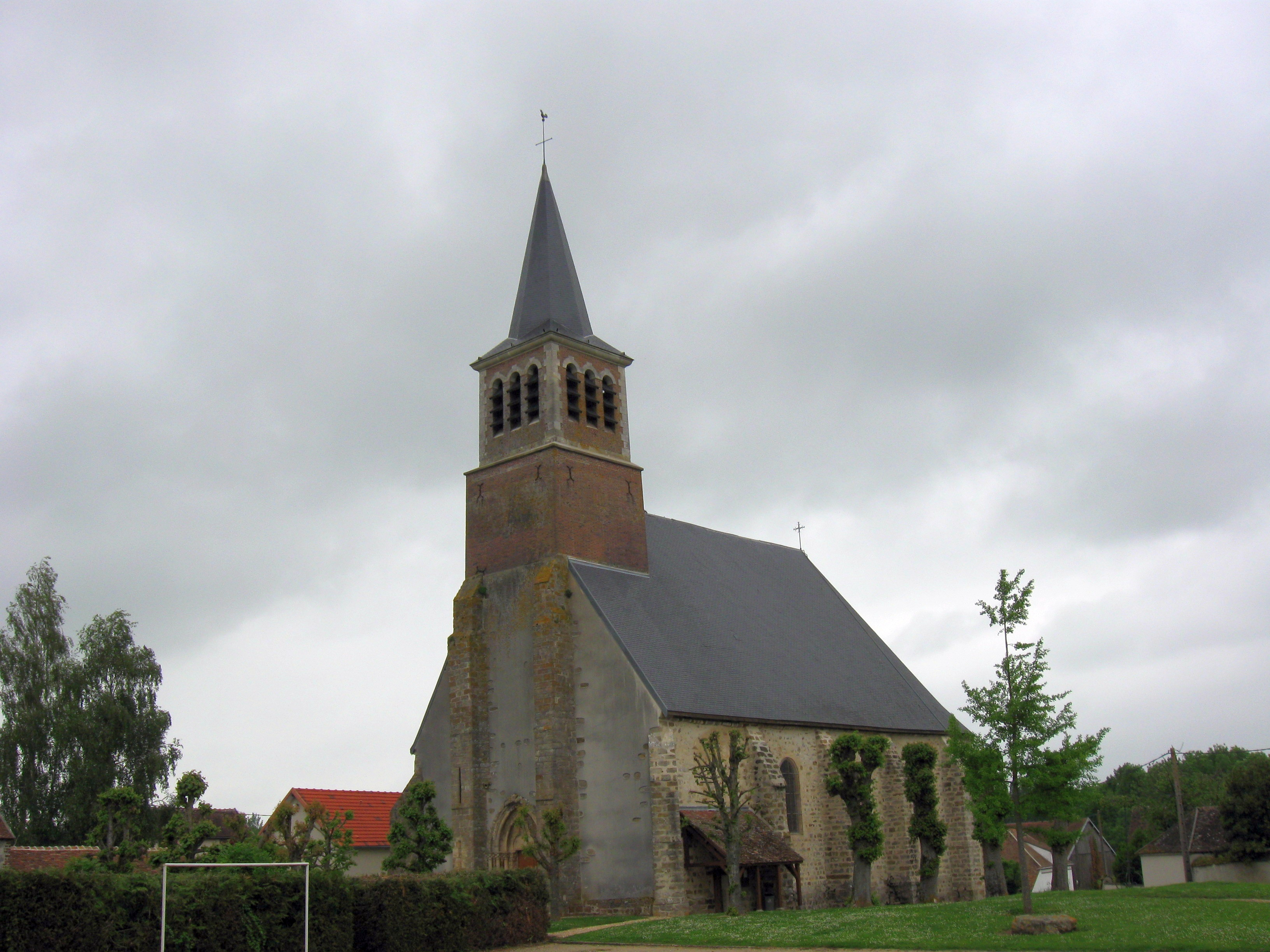
Kirche Saint-Martin